# Туризм в Колумбии
Туризм в Колумбии — важный сектор экономики страны. Колумбия обладает такими достопримечательности как, к примеру, исторические памятники города Картахена, внесённые в список Всемирного наследия ЮНЕСКО; островной департамент Сан-Андрес-и-Провиденсия; Санта-Марта и окружающая территория. Относительно недавно Богота, столица Колумбии, стала крупным туристическим центром, благодаря развитию своих музеев и развлекательных заведений, а также крупным городским восстановительным работам, включающих в себя благоустройство общественных мест, парков и создание разветвлённой сети велосипедных маршрутов. Колумбия обладает высоким потенциалом в развитии экотуризма, благодаря своей разнообразной географии: амазонские джунгли и Анды, льянос, Карибский и Тихоокеанский регионы, пустыня Гуахира со своим уникальным биоразнообразием.
В начале и середине 1980-х годов Колумбию посещало около 1,4 миллиона иностранных туристов в год. И хотя это число позднее сократилось более чем вдвое из-за роста преступности и насилия в стране, оно вновь стало расти с 2002 года со скоростью более чем на 10 % ежегодно, достигнув 1,9 миллиона туристов в 2006 году. В этом году страна заработала $2 миллиарда от международного туризма. Туристы в Колумбию приезжают из США (24.5 %), Венесуэлы (13.4 %), Эквадора (9.1 %), Испании (6.4 %), Мексики (4.9 %). Большинство из них (около 90 %) прибывают в Колумбию по воздуху, около 10 % — наземным транспортом, и минимальное количество — морским путём.
Возрождение туристической отрасли Колумбии стало возможно благодаря политике «демократической безопасности» Альваро Урибе Велеса (президента Колумбии с 2002 по 2010 год) и так называемым туристическим караванам (caravanas turísticas), обеспечивающих военную защиту туристическим группам, пробирающихся к достопримечательностям. Политика «демократической безопасности» была направлена на восстановление контроля над всей территорией страны, борьба с наркобизнесом и организованной преступностью, укрепление системы правосудия. Правительство стремится также привлечь туристов через деятельность государственного агентства Proexport Colombia, продвигающего в туристическом бизнесе Колумбию. Министерство коммерции, промышленности и туризма Колумбии отвечает в правительстве Колумбии за развитие туризма в стране.
Популярным временем для посещения Колумбии являются периоды проведения всевозможных карнавалов, фестивалей и ярмарок: ярмарки в Кали, карнавала в Барранкилье, Летнего фестиваля в Боготе, Иберо-Американского театрального фестиваля и Фестиваля цветов. Также особенно много туристов в рождественские каникулы и во время празднований в честь независимости Колумбии. Министерство туризма отмечает временем высокого наплыва туристов сезоны Страстной недели, лета (июнь, июль, август, сентябрь) и Рождества. Во время Страстной недели многие посещают Карибский регион Колумбии или такие популярные места как Церковь Лас-Лахас, Соляной Собор Сипакиры, города Санта-Крус-де-Момпох, Гуамаль и Попаян, где совершаются важные католические ритуалы, и другие.

## Достопримечательности

### Всемирное наследие ЮНЕСКО
Список объектов Всемирного наследия ЮНЕСКО в Колумбии:
- Порт, крепости и монументы Картахены
- Национальный парк Лос-Катиос
- Остров Мальпело
- Город Санта-Крус-де-Момпос
- Археологический парк Сан-Агустин
- Археологический парк Тьеррадентро

### Достопримечательности в Боготе и её окрестностях
- Ботанический сад Боготы
- Площадь Боливара
- Национальный капитолий
- Музей золота
- Ла Канделярия
- Библиотека Луиса Анхеля Аранго
- Музей Малока
- Монсеррате
- Усакен
- Зона Роса
- Национальный музей
- Детский музей Боготы
- Музей Ботеро
- Музей Хорхе Элисера Гайтана
- Зона G
- Музей современного искусства
- Парк Хайме Дуке

### Другие достопримечательности
- Сьюдад-Пердида
- Колумбийский национальный парк кофе
- Соляной собор Сипакиры
- Сан-Андрес
- Вилья-де-Лейва

## Экотуризм

### Зона Кафетера
Зона Кафетера (Spanish: eje cafetero) — часть колумбийского региона Пайса, известного произрастанием и производством колумбийского кофе, признанным одним из лучших в мире. Эта зона расположена в 3 департаментах: Кальдас, Киндио и Рисаральда. Они являются одними из самых маленьких в Колумбии, общая площадь — 13 873 км², это составляет около 1,2 % территории Колумбии. Общее население в 2 291 195 человек (2007 год)
Колумбия обладает береговой линией, горными районами и тропическими джунглями. Есть также вулканы и водопады.
- Амакайаку
- Мыс Вела
- Долина Кокора
- Лос-Невадос
- Вулканический комплекс Донья Хуана-Каскабель
- Острова Горгона и Мальпело
- Национальный парк Лос-Катиос
- Национальный парк Мунчикэ
- Национальный парк и горный хребет Макарена
- Национальный парк Сьерра-Невада-де-Санта-Марта
- Парк PANACA
- Парк Тайрона (Санта-Марта)
- Пустыня Татакоа
- Национальный парк Чикамоча

## Погода
Климат в Колумбии — тропический вдоль побережья и восточных равнин; холодный на высотах; случаются периодические засухи в некоторых областях. Колумбия — экваториальная страна с отсутствием времён года; температура значительно не изменяется на протяжении всего года.